# Paratoceras
Paratoceras es un género extinto de los artiodáctilos, de la familia Protoceratidae, endémico de América del Norte en el Mioceno, que vivió entre 16.3—15.97 millones de años, durante alrededor de 0,33 M.a.

## Taxonomía
Paratoceras fue nombrado por Frick en 1937. Su especie tipo es Paratoceras macadamsi. Fue asignado a Protoceratidae por Frick en 1937 y Carroll en 1988; y a Protoceratinae por Webb en 1981, Prothero en 1998, Webb et al. en 2003 y Prothero y Ludtke en 2007.

## Morfología
Paratoceras se asemejaba a los ciervos actuales, aunque están más estrechamente emparentados con los camélidos. Poseían cuernos en los lugares típicos además de cuernos faciales adicionales que se localizaban por encima de la cavidad orbitaria. Era mayor que sus parientes del Eoceno: Heteromeryx, Leptoreodon, Leptotragulus, Toromeryx, Trigenicus y Poabromylus.

### Masa corporal
Solo un espécimen de Paratoceras fue analizado por M. Mendoza, C. M. Janis, and P. Palmqvist. Este fue determinado según su masa corporal:
- Espécimen 1: 73,3 kg (161,6 lb)

## Distribución fósil
Sus fósiles se han encontrado en: 
- Gaillard Cut, Panamá.
- Formación de Balumtum Sandstone, Chiapas, México.
- Formación de Suchilquitongo, Oaxaca, México.
- Trinity River Pit 1, Formación Fleming, Condado de San Jacinto, Texas.